# ティグレ州暫定地域行政
ティグレ州暫定地域行政（ティグレしゅうざんていちいきぎょうせい、IRA、ティグリニャ語: ግዝያዊ መንግስቲ ክልል ትግራይ; アムハラ語: የትግራይ ክልል ግዝያዊ መንግስት）とは、2023年3月23日エチオピア連邦政府によって発表されたティグレ州の暫定的な地域行政組織である。この設置は、2022年11月2日に紛争の終結のために連邦政府とティグレ人民解放戦線（TPLF）の間でプレトリアで署名された恒久的敵対行為停止協定（CoHA）の第10条（1）に基づくもので、包括的で暫定的な地域行政の設立を求め、連邦院（HoF）が憲法布告359/1995の第62条（9）、第14/2/B条を根拠として、ティグレ州の暫定的な行政を設立することを決定した。同日、アト・ゲタチェウ・レダ・カーサイ氏が任期を非公開にしてIRA行政長官に任命された。